# 鹿児島市交通局500形電車
鹿児島市交通局500形電車（かごしましこうつうきょく500がたでんしゃ）は、1955年（昭和30年）に登場した鹿児島市交通局（鹿児島市電）の路面電車車両である。

## 概要
鹿児島市交通局では戦前以来東京市電→東京都電との縁が深く、戦前から戦後にかけて400形電車を合計30両譲受した100形木造2軸単車、1949年に旧王子電軌車である120形の4000形電車への鋼体化で余剰となった旧車体を譲受・鋼体化した300形ボギー車、それに1950年から1953年にかけて同じく4000形の鋼体化で余剰となった旧4000・4100・4200形の車体16両分を譲受した400形木造ボギー車、と戦中戦後の最も厳しい時代に多数の車両を東京から譲受して使用してきた。
しかし、これらの譲受車は自局工場で鋼体化や外板を鋼板張りにするなどの改造を実施したものの、いずれも製造から20年以上経過した老朽木造車であることには変わりはなく、戦後世相が安定すると次第に陳腐化が深刻となった。
そこで、1955年より在籍車両の体質改善を目指して近代化計画が実施されることとなり、400形の自局工場製鋼製車体への改造を進める一方で、これとは別にメーカー外注の新車を投入して、疲弊が目立っていた2軸単車の淘汰を進めることになった。
こうして1955年から15両が製造されたのが本形式である。
製造は東洋工機が担当し、以下の順で3会計年度予算に分けて発注され、順次竣工した。
- 501 - 503

1955年1月竣工
- 504 - 506

1955年12月竣工
- 507 - 515

1956年12月竣工

## 車体
全長12,500mm、全幅2,300mmの近代的な半鋼製車体を備える。
基本設計は同時期に東京都交通局が量産を進めていた7000形を参考にした。鹿児島市電初の新製されたボギー車である。

窓配置は東京都電7000形と同様、扉位置を左右非対称配置とした(1)D4(1)D1 2 1（D：客用扉、(1)：戸袋窓、数字：窓数）で、運転台に隣接する窓はいずれも細窓、運転台に隣接する客用扉は連接式の2枚引戸、中央の客用扉は1枚引戸となっており、中央扉の戸袋窓と反対側の側窓部には車掌台が設置され、側窓もここのみ車掌の客扱いの利便を考慮して2枚横引構造とされている。なお、客用扉はドアエンジン付きの自動扉で、これは鹿児島市電としては初採用である。
側窓は2段上昇式のアルミサッシで、両端の細窓と中央の戸袋窓のみHゴム支持による固定窓とされ、両端の細窓以外については下辺近くに保護棒が1本線路と平行に取り付けられている。
妻面は2枚窓の上部に方向幕を設置し、窓下中央に1灯白熱電球による前照灯を設置、さらにその向かって左下に外付けの尾灯を1灯設置する。
なお、妻窓は向かって左側が下段上昇式の2段窓、右側は1枚窓となっており、フェンダー上部には都電7000形と同様、3枚構成のアンチクライマーを装着している。
座席は全てロングシートで、新造時に室内灯に白熱灯を設置して製造された鹿児島市電として最後の形式である。

## 主要機器
車体は当時最新流行を追った本形式であるが、主要機器については従来と大差ない平凡な設計となっている。

### 主電動機
設計当時、日本の路面電車で標準的に採用されていた標準軌間用電動機の一つであるSS-50を第2・第3軸に1基ずつ吊り掛け式で装架する。歯数比は59:14である。

### 制御器
東洋電機製造DB1-K4直接制御器を搭載する。DB1-Kシリーズは元々イギリスのデッカー・ワークスによって開発され、東洋電機製造がライセンス生産していた機種で、後に三菱電機によってピンアサインなど各部仕様をデッドコピーされた機種がKR-8として大量生産されるという経緯をたどり、結果的に日本の路面電車における事実上の標準制御器のルーツとなった。そのため、操作や動作は模倣品であり、鹿児島市の他形式で採用されているKR-8やその互換品である日立製作所DR-BC-447と何ら相違はない。

### 台車
モデルとなった東京都電7000形では、本形式設計の時点で既にプレス材溶接構造の局形式D-20系へ移行していたが、本形式では7000形初期車が装着した局形式D-18と同様に一体鋳鋼製台車枠を備える住友金属工業FS-67を装着する。
これは側枠中央から吊りリンクで揺れ枕を吊り下げてコイルばねによる枕ばねで車体を支持し、さらに各1組のコイルばねとペデスタルと呼ばれる摺動部品で軸箱を支持・案内する簡素な設計の軸ばね式台車である。
軸距は1,400mm、車輪径は660mmで、D-18・D-20と同値となっている。

### ブレーキ
制御弁にPV-3を使用する、SM直通ブレーキを搭載する。

### 集電装置
501 - 506の6両については集電装置として、当時標準であったビューゲルを車体屋根中央に設置して竣工している。これに対し、以後の507 - 515については片方の台車の心皿中心直上に中心が来る位置に、鹿児島市電としては初採用となる菱枠パンタグラフを搭載して竣工している。

## 運用の変遷
本形式は新造以来、長らく鹿児島市電の主力車両として重用された。その間、鹿児島市交通局の営業政策の転換や社会情勢の変化により、2回に渡って大規模な改造工事が実施されている。

### ワンマン化
1960年代後半のワンマン運転開始に伴い、1969年（昭和44年）5月にナニワ工機でワンマン化改造がなされた。この際には車体を尼崎の同社工場へ輸送して、以下の通り改造工事が実施された。
- 妻窓は機器を移設して600形電車に倣った中央窓の大きな3枚窓構成に変更。
- 前照灯を方向幕上部に移設。
- ブレーキ灯を前面窓下に設置。
- 501 - 506について、ビューゲルをパンタグラフに交換[1]。ただし、搭載位置は無変更。[要出典]

### 冷房化
1981年（昭和56年）にはサービスアップのため自局工場で507・512に冷房装置を搭載、鹿児島市電初の冷房車となった。
この改造は経年による老朽化対策としての更新（保全）工事も兼ねていたためワンマン化以上の大工事となり、以下の改修が実施された。
- 重い冷房装置を屋根上に搭載するため、構体全般について大がかりな補強を実施。
- 旧車掌台窓を横引から通常の2段上昇式へ変更。
- 側窓の上段Hゴム支持固定窓化。中央戸袋窓については上下に分割し2枚ともHゴム支持化。
- 補助電源装置としてSIVを屋根上B台車寄りに搭載、冷房機を屋根中央に搭載。

この改造は他車にも波及し、1984年（昭和59年）までに、1980年に起こった衝突事故で廃車となった505・511を除く全車の冷房化改造が、他形式に先駆けて完了した。なお、この改造に伴い、501 -　504・506のパンタグラフがA台車直上へ移設されており、冷房改造完了当時在籍の13両全車について、形状がほぼ統一された。
1999年（平成11年）から2001年（平成13年）にかけて、バリアフリーに可能な範囲で対応すべく、車内乗降口ステップ周辺の一部を切り欠いて1段ステップを増設する工事が行われ、乗降の容易化が図られた。また2006年（平成18年）頃には一部車両の前面右下に補助灯の取り付けがなされた。

### 廃車
機器の構造が単純で保守の容易な500形の置き換えは他車に比べ後回しにされた。そのため、事故廃車の2両を除く13両は21世紀に入るまで揃って運用を続けた。しかし新造から50年が近づき老朽化が進んだことから、2002年（平成14年）の1000形ユートラム就役開始以降、これら新造車との置き換えにより本形式の淘汰が開始された。
1000形が投入された2002年には506・510が、翌2003年（平成15年）には515が、2005年には502・503、2007年（平成19年）には7000形ユートラムIIの導入が開始されたため509・514、2008年（平成20年）には513がそれぞれ廃車となり、504・507は2019年2月28日の運用をもって引退した。
そのため、以後本形式は501のみが旅客営業に使用されている。他に、事業用として、芝刈り電車に512が、花電車に504が転用されている（後述）。

### 芝刈り電車への転用
鹿児島市交通局では2006年より軌道敷の緑化事業を進めており、2010年には緑化軌道の保守のため、世界初の「芝刈り電車」を製作した。
これはボギー台車を流用して設計された小型貨車に芝刈り機と吸引装置を設置し、牽引する車両の車内に設置された水タンクによって散水や芝生の施肥といった総合的な軌道メンテナンスを行うものである。
その牽引車両兼散水電車として本形式の512が充当され、芝刈り電車の台車には廃車となった513から捻出されたFS-67が流用されている。

### 花電車への改造
2021年（令和3年）に、20形花2号の代替の花電車として504が無蓋化改造され、2月17日に竣工した。花1号・2号とは全く異なるものの、用途が同じであることから同じ20形に編入され、花3号となった。

## 保存車両
廃車になった車両のうち、保存車は以下の5両が現存する。
- 2002年初の老朽廃車になった510は鹿児島市内の平川動物公園に保存された。これは同園がもともと鹿児島市交通局の前身鹿児島電気軌道が乗客呼び込みのために二軒茶屋停留場近くに建設した遊園地に由来することと、二軒茶屋駅付近にあった遊園地が手狭になったため鴨池停留場そばに移転した際、市電が同園を高架線で横断しており、この510はその高架線を走行した車両であったためである。車内には510の現役当時の写真が飾られている。また、方向幕は市民から公募されたメッセージが入れられており、月に一度変わる。
- 2005年廃車となった502・503は公募で民間に払い下げられることになり、鹿児島市が厳正に保存先を選定した結果、2両揃って南大隅町の福祉施設に保存された。
- 2007年9月には同年に廃車となった509・514が2005年の譲渡車と同様、無償で民間に払い下げられることになり、厳正なる審査の結果指宿市の観光施設に譲渡されることとなった。2008年3月に搬入され、車内に鹿児島県の特産品などを展示するという。

なお、保存された車両の塗装は509以外、緑＋黄色に白帯の標準塗色である。509号のみ廃車時の広告塗装のロゴを消した状態で譲渡された。また、515が廃車後の一時期、交通局内にて白に緑帯の塗装に変更の上で「ミニ電車資料室」として利用され、年に一度開かれる「ゆ～ゆ～フェスタ」の際に公開されていたが、これは既に解体されている。